# Tessie Reynolds

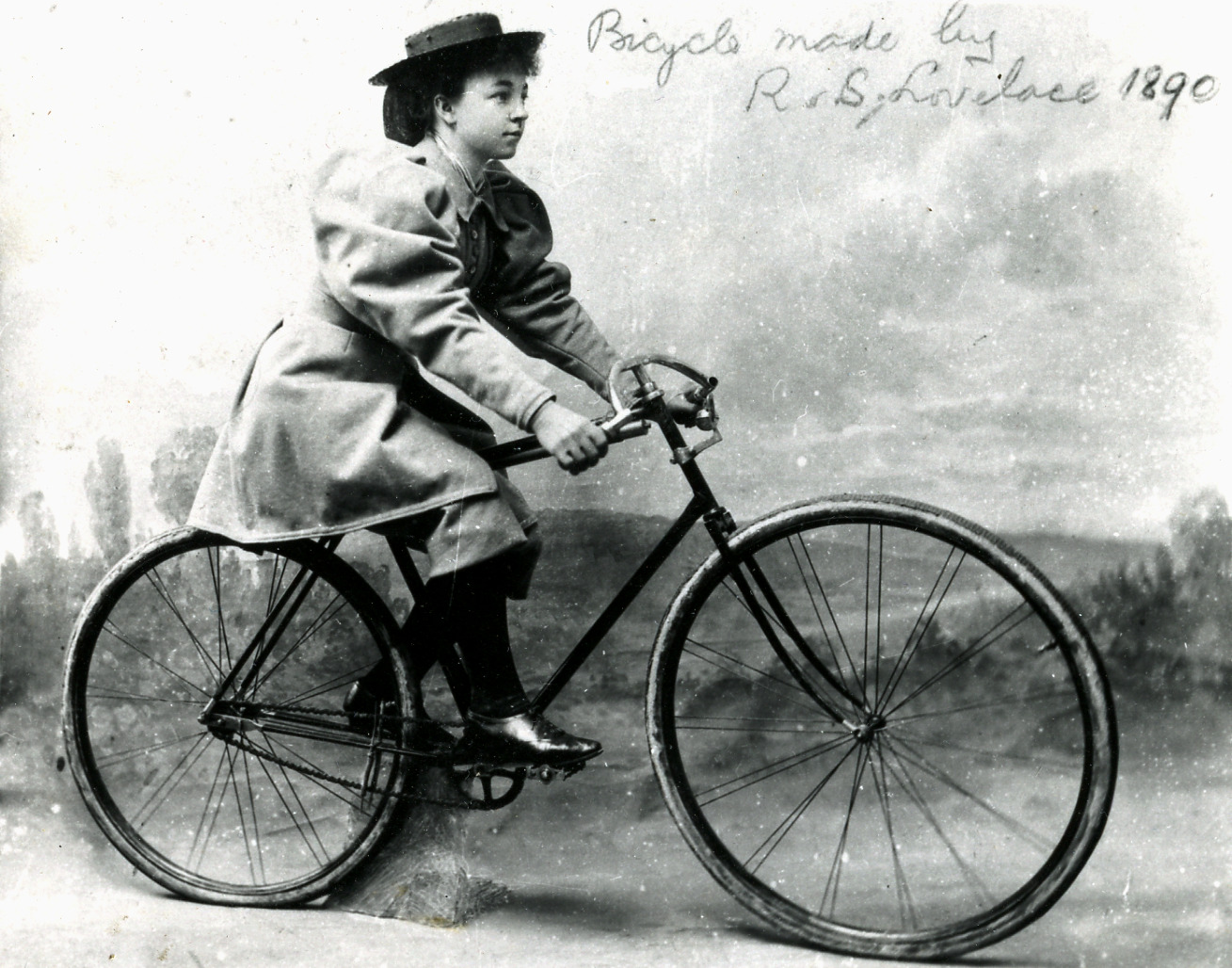
Tessie Reynolds (1893) in ihrem „rational dress“

Tessie Reynolds (auch Tissie Reynolds; * ca. 1877 in Kemp Town, Brighton; † 1955) war eine englische Radsportlerin.

## Karriere
Tessie Reynolds war das älteste von insgesamt elf Kindern des Fahrradhändlers R. J. Reynolds. Er hielt alle seine Kinder an, Sport zu betreiben – Fechten, Radsport und Leichtathletik – offensichtlich ohne Unterschied, ob sie Mädchen oder Jungen waren. Seine Frau betrieb eine Pension, die sich besonders an reisende Radfahrer wandte. Tessie Reynolds trainierte vermutlich auf der noch heute existierenden Radrennbahn Preston Park, die 1877 gebaut worden war und rund drei Kilometer von ihrem Elternhaus entfernt lag.
Im September 1893, im Alter von 16 Jahren, fuhr Tessie Reynolds in der Rekordzeit von acht Stunden und 38 Minuten auf einem Herrenrad von Brighton nach London, was einer Strecke von 176 Kilometern entsprach (Durchschnittsgeschwindigkeit 20,4 km/h). Sensation und Skandal zugleich war, dass sie dabei einen Anzug trug, der einem Herrenanzug ähnlich war und „rational dress“ (dt. „rationaler Anzug“) genannt wurde. Der Anzug wurde von ihren Schwestern geschneidert. Tessie trug ihn erklärtermaßen nicht nur, weil er für die Fernfahrt praktisch war, sondern auch, um diese Art der Kleidung für Frauen populär zu machen. Ein Bekannter von ihr, Edward M. Richards, schrieb ihr in einem Brief, Tessie Reynolds stehe wie einst David im Kampf mit dem „Goliath der Gesellschaft“. Sie wurde tatsächlich nach der Fahrt allgemein wegen ihres Anzugs stark kritisiert, und als sie mit 18 Jahren in einen Radsportclub für Frauen eintreten wollte, wurde sie abgewiesen. Einige Mitglieder hatten gegen ihre Aufnahme gestimmt, da sie befürchteten, dieser als für Frauen unpassend angesehene Anzug könne mit dem Verein in Zusammenhang gebracht werden. Die Absage wurde damit begründet, sie müsse „älter“ und „erfahrener“ sein.
Trotz dieser Anfeindungen wurde Tessie Reynolds über Jahre immer wieder in Zeitungsartikeln porträtiert und erwähnt; ihre Bekanntheit reichte bis in die USA. 1895 schrieb die Radsportzeitschrift The Wheeler: „Wer hat noch nicht von Tissie Reynolds gehört? Und wer von denen, die sie kennen, kann ihrem vertrauten Lächeln widerstehen?“
In den Berichten über Tessie Reynolds spielte ihr „rational dress“ eine wichtige Rolle, den sie weiterhin trug und propagierte, was immer wieder Anlass zu öffentlichen Diskussionen gab. Ein anonymer Leser schrieb in der Zeitschrift Cycling, dass er Tessie Reynolds bewundere, da sie ein Mädchen sei „mit ausreichend Mut, die dummen und herkömmlichen Regeln zu durchbrechen, die die weibliche Kleidung bestimmen […] [Ich] hoffe, dass meine Frau, meine Schwestern, meine Cousinen und selbst meine Tanten sehr bald in ähnlichen vernünftigen Anzügen umhergehen“. Der Radsportler George Lacy Hillier schrieb bewundernd, sie sei „die Wegbereiterin einer Bewegung […] der Sturm der Revolte gegen den Unterrock. Warum soll das schwächere Geschlecht durch den Rock behindert werden?“ Auch bekam sie Liebesbriefe und Heiratsanträge von Bewunderern.

## Familie
Tessie Reynolds heiratete Montague Main, wann genau, ist nicht bekannt. Das Ehepaar bekam drei Kinder und zog nach Barnet, wo Tessie Main Erste-Hilfe-Kurse durchführte und als Sicherheitsverantwortliche arbeitete. Dass sie als Mutter von drei Kindern einer Arbeit nachging, war ebenfalls gegen die Konventionen. Sie überlebte ihre Kinder, wurde 1948 Witwe und starb 1955. In einem Nachruf wurde sie als „kleine Dame mit strahlenden Augen und einem Zwinkern im Auge“ beschrieben.